# ミライカナイ (出版社)
株式会社ミライカナイは、東京都中央区勝どきに本社を置くスポーツ系出版社。
かつては日刊スポーツ新聞社の子会社「日刊スポーツPRESS」から発行されていた「輝け甲子園の星」や、2021年まで廣済堂出版から発行されていた月刊野球専門誌「ホームラン」などを発行している。